# 妖怪村
妖怪村，是在南投的一个地方，吉祥物有枯麻、八豆和山妖阿傻與布魯。每年的農曆過年會舉辦山神祭，總經理林志穎。而「八豆」及「枯麻」，名字是创办人年轻时遇到的小云豹及小黑熊。后隨著經營團隊改組，原設計人曾俊琳決定收到商標商品設計使用權。